# 昭和のプラモデルメーカー
昭和のプラモデルメーカーは、昭和時代に存在した日本の主なプラモデル製造メーカーの一覧である。
以下にプラモデルを初めて発売した年度ごとに一覧を示す。

## 1956年（昭和31年）
- 日本プラスチック

## 1958年（昭和33年）
- 和工樹脂
- マルサン商店（マルサン、マルザン）

## 1959年（昭和34年）
- 日本模型（ニチモ）
- YMC模型製作所
- 三共模型製作所
- 三和模型
- 日本プラスチックス（旧日本プラスチック）
- 五光産業

## 1960年（昭和35年）
- 相原模型製作所（ZA模型研究会）
- 今井科学（イマイ）
- 静岡製品（SF）
- ユニオンモデル
- 日本文化教材社（N.B.K.）
- 島野製作所
- タミヤ（田宮模型）
- 大滝製作所（オオタキ）
- 富士模型
- 山田模型（ヤマダ）
- 緑商会（ミドリ／KSN）
- にしき屋飛行機店（JNMC）
- 芦澤産業
- マルフジ
- 寺島模型

## 1961年（昭和36年）
- 日本ホビー工業
- フジミ模型
- 渥美産業（ASK）
- ブルーバード
- 尾高産業（オダカ／ODK）
- とみやま商事（富山商事）
- 青島文化教材社
- 大模（ダイモ）
- 中央模型教材（CMK）
- 小暮模型製作所（コグレ／KMS）
- オリエンタル模型社
- ハセガワ（長谷川製作所）
- 静岡教材社
- 日東科学（日東科学教材）
- エルエス（エルエス研究所）

## 1962年（昭和37年）
- 一光模型（旧・寺島模型）
- アサヒ模型
- 旭産業

## 1963年（昭和38年）
- トミー（旧・富山商事）
- キング教材社
- 大和模型

## 1964年（昭和39年）
- 東京プラモ（旧・三和模型）
- 東宝模型
- 童友社
- ミツワモデル（旧・キング教材社）
- 河田
- 中村産業
- 入沢商店（イリサワ）
- クラウンモデル
- 郡是産業（グンゼ産業）

## 1965年（昭和40年）
- 東京シャープ模型（TSM）
- タイメイ
- 清水模型製作所
- 相沢製作所

## 1966年（昭和41年）
- 宮内製作所
- ミリオン模型
- ヨーデル模型
- 岡本模型（岡本プラスチック工業所）
- 伊藤産業
- 東京マルイ
- 三新模型（ホームラン模型）

## 1967年（昭和42年）
- エムピー模型
- 学研
- バンダイ
- アトム
- テトラ模型
- ナガノ模型
- セントラル模型
- 有井製作所
- シズキョウ（旧・静岡教材社）
- 永大（グリップ）
- アポロモケイ
- 三共ポリマー（旧・三共模型製作所）

## 1968年（昭和43年）
- マツオ（松尾／MATZ）
- オリエンタルモデル（旧・オリエンタル模型社）

## 1969年（昭和44年）
- 富士ホビー（富士模型教材社）
- コスモ
- ニッケン

## 1970年（昭和45年）
- ブルマァク
- マニア（マニアホビー）

## 1971年（昭和46年）
- ベスト化学（旧・宮内製作所）

## 1972年（昭和47年）
- 万創
- マックス模型
- モデラー社

## 1973年（昭和48年）
- タツノコランド
- 河合商会

## 1974年（昭和49年）
- サニーインターナショナル
- 万年

## 1975年（昭和50年）
- ジーマーク
- サンゼン

## 1977年（昭和52年）
- サンコー
- タカラ
- シーホース

## 1978年（昭和53年）
- グリーンマックス
- ツクダホビー
- 野村トーイ

## 1979年（昭和54年）
- イワホリ（岩堀金属）
- 静岡ホビー
- ユニオンモデル

## 1981年（昭和56年）
- マーク

## 1983年（昭和58年）
- アルカンシエール

## 1984年（昭和59年）
- アドベン（ADVENTURE･MAKE）

## 1985年（昭和60年）
- ピットロード
- 無限軌道の会

## 1986年（昭和61年）
- ベンホビー

## 1987年（昭和62年）
- ウェーブ
- トライマスター（英語版）

## 不明
- アトラスモデル
- ISHIHARA
- APK
- O.H.F.
- OSE
- オカノモデル（岡野商店）
- オンダ
- グリフォンモデル
- クローバー
- 古河模型（KOGA）
- 小島プレス工業
- 齋藤模型（SAITO）
- 真田プラスチック工業所（S.P）
- SANEKI MODEL
- サンキット
- サンショウ
- 15番ホビー商会
- SUZUKI（スズキ）
- ダイカ
- ダイワ
- TAKA
- 高藤
- タツヤ
- CHIBA & TSUGAWA
- 中央金属技研（CHU KIN）
- TMD
- 寺島通商（TUSHO）
- 東洋
- トミヤ
- ニコー科学
- ハナオカ
- ハマライト化学
- 不二化学
- フジサキ
- 藤田屋
- フタバ
- ペンギン
- ホビーネットワーク
- HOBBY-MAC
- 増田屋
- マルマン
- モデラーズ
- 山田模型社
- 吉武（ヨシタケ）
- 米澤玩具（ヨネザワ）
- ワグナー商会
- 和光（和工）

## 参考資料
- 日本プラモデル工業協同組合編「日本プラモデル50年史」特別付録「昭和プラモデル全リスト」
- 大日本絵画「昭和プラモ名鑑」